# Cobitis maroccana
Cobitis maroccana é uma espécie de peixe actinopterígeo da família Cobitidae.
Apenas pode ser encontrada em Marrocos.
Os seus habitats naturais são: rios e rios intermitentes.